# Bevan George
Bevan Christopher George  (ur. 22 marca 1977 w Narrogin) – australijski hokeista na trawie, dwukrotny medalista olimpijski.
Występuje w obronie. W reprezentacji Australii debiutował w 1999. Brał udział w dwóch igrzyskach (IO 04, IO 08), na obu zdobywał medale: złoto w 2004 i brąz cztery lata później. W obu turniejach zdobył łącznie jedną bramkę. Z kadrą brał udział m.in. w mistrzostwach świata w 2002 (drugie miejsce) i 2006 (drugie miejsce), dwóch turniejach Commonwealth Games (pierwsze miejsce w 2002 i 2006) oraz Champions Trophy (zwycięstwo w 2005 i 2008). Pełnił funkcję kapitana zespołu. W australijskich rozgrywkach klubowych grał m.in. w SmokeFree WA Thundersticks.